# Bealeton
Bealeton est une census-designated place des États-Unis située dans le comté de Fauquier en Virginie.